# Discovery One
Космі́чний корабе́ль Сполу́чених Шта́тів Диска́вері Оди́н (англ. U.S.S. Discovery One) — вигаданий міжпланетний космічний корабель із серії романів Артура Кларка «Космічна одіссея», а також знятих за ними фільмів Космічна одіссея 2001 і 2010: рік вступу в контакт.

## Назва
Discovery One названо на честь королівського науково-дослідного судна RRS Discovery Роберта Скотта, спущеного на воду 1901 року. Артур Кларк побував на цьому судні, коли воно було пришвартоване в Лондоні біля офісу, де він працював.

## Опис

### Концепція
Основну ідею конфігурації космічного корабля у вигляді гантелі спочатку запропонував Артур Кларк як спосіб розділення житлового модуля та ядерного реактора, розташованого поряд із двигуном. Discovery One складається з великої сфери розміщеної в носовій частині, довгого сегментованого «хребта» з комунікаційними тарілками та матрицею гексагональних сопел вихлопної системи на кормовому краю корабля.

### Карусель
Екваторіальна ділянка сфери містить «карусель» діаметром 11 метрів, що повільно обертається. При її обертанні зі швидкістю трохи швидше за 5 обертів на хвилину, внутрішні центрифуги створюють штучну гравітацію, рівну гравітації на поверхні Місяця. За Кларком і Кубриком, цього рівня достатньо для запобігання фізичній атрофії в умовах невагомості. У «каруселі» містяться кухня, їдальня, душова кабіна та туалет. Біля неї розташовано 5 невеликих комірок, які містять майно астронавтів. За потреби обертання «каруселі» можна зупинити. При цьому момент імпульсу зберігається в маховиках і повертається при відновленні обертання.

### Двигун
Discovery One оснащений газофазовим ядерним реактивним двигуном.

### Центрифуги
Внутрішні центрифуги є необхідною умовою ідеалізованої версії життя в космосі, вільного від проблем зі здоров'ям та негативних наслідків, зазвичай асоційованих з переходом від частин корабля, що обертаються, до нерухомих. За Кларком, цей перехід, після набуття деякого досвіду, простий і автоматичний як крок на рухомий ескалатор.

### Зв'язок
Discovery описується як дуже великий корабель, з яким могли впоратися лише два астронавти (Девід Боумен і Френк Пул), які працювали по 12 годин позмінно, разом з HAL 9000. У книзі IBM прогнозувала, що розвиток комп'ютерів буде просунутий до такої міри, що місія може бути здійснена з усіма астронавтами, які перебувають у стані гібернації. Однак було сказано, що бажано підтримувати регулярний зв'язок протягом усього польоту між пілотом і другим пілотом та управлінням польотом на Землі.[джерело?] Під час зв'язку враховується час, що минув для електромагнітних хвиль, які перетинають простір між космічним кораблем і Землею. Наприклад, Пул зображений таким, що дивиться заздалегідь записане привітання з днем народження від своєї сім'ї, а не спілкується з ними в реальному часі. Така розмова неможлива, оскільки передача повідомлень між Юпітером і Землею займає від 30 до 52 хвилин. Природно, що цей час буде залежати від взаємного розташування тіл у Сонячній системі в будь-який момент часу.

## Discovery One у фільмі «Космічна одіссея 2001 року»
Для знімань сцени, в якій астронавти ходять усередині обертової сфери, компанія Vickers Engineering Group побудувала центрифугу діаметром 11 м і вартістю $ 750 000, що склало значну частину бюджету фільму. Центрифуга оберталася навколо своєї осі зі швидкістю менше одного обороту за хвилину, що становить приблизно півкілометра на годину. Актори завжди перебували в нижній її частині, а оператор з камерою розташовувся в невеликому колісному візку, який пересувався разом із центрифугою, завдяки чому з точки зору камери (і глядачів) створювалася видимість того, що астронавти можуть ходити по стінах.